# Thirteen (альбом)
Thirteen — тринадцятий студійний альбом треш-метал гурту Megadeth.

## Список композицій
| #     | Назва                         | Автор слів         | Автор музики                           | Тривалість |
| ----- | ----------------------------- | ------------------ | -------------------------------------- | ---------- |
| 1.    | «Sudden Death»                | Мастейн            | Мастейн                                | 5:09       |
| 2.    | «Public Enemy No. 1»          | Мастейн, Johnny K  | Мастейн, Johnny K                      | 4:15       |
| 3.    | «Whose Life (Is It Anyways?)» | Мастейн            | Мастейн                                | 3:50       |
| 4.    | «We the People»               | Мастейн, Johnny K  | Мастейн, Johnny K                      | 4:33       |
| 5.    | «Guns, Drugs, & Money»        | Мастейн, Johnny K  | Мастейн, Johnny K                      | 4:19       |
| 6.    | «Never Dead»                  | Мастейн            | Мастейн                                | 4:32       |
| 7.    | «New World Order»             | Мастейн, Нік Менца | Мастейн, Девід Еллефсон, Марті Фрідман | 3:56       |
| 8.    | «Fast Lane»                   | Мастейн, Johnny K  | Мастейн, Johnny K                      | 4:04       |
| 9.    | «Black Swan»                  | Мастейн            | Мастейн                                | 4:10       |
| 10.   | «Wrecker»                     | Мастейн            | Мастейн                                | 3:51       |
| 11.   | «Millennium of the Blind»     | Мастейн, Johnny K  | Мастейн, Friedman, Johnny K            | 4:15       |
| 12.   | «Deadly Nightshade»           | Мастейн            | Мастейн                                | 4:55       |
| 13.   | «13»                          | Мастейн, Johnny K  | Мастейн, Johnny K                      | 5:53       |
| 57:30 |                               |                    |                                        |            |

## Учасники запису
| Megadeth - Дейв Мастейн – вокал, соло, ритм і акустична гітари, фортепіано - Кріс Бродерік – соло, ритм і акустична гітари, бек-вокал - Девід Еллефсон – бас, бек-вокал - Шон Дровер – ударні, бек-вокал | Сесійні музиканти - Кріс Родрігез – бек-вокал | Продукція - Продюсер — Джонні К і Дейв Мастейн - Звукорежисер, зведення, і мастерінг — Джонні К - Додатковий запис — Дейв Мастейн, Zachary Coleman, Ken Eisennagel і Енді Сніп - Мастерінг — Тед Дженсен |

## Чарти
| Чарт                                | Позиція |
| ----------------------------------- | ------- |
| Billboard 200                       | 11      |
| UK Albums Chart                     | 34      |
| Australian Albums Chart             | 13      |
| Belgium                             | 83      |
| Hungarian Albums Chart              | 24      |
| Ireland                             | 43      |
| Oricon Total Album Sales (Japan)    | 11      |
| Oricon International Albums (Japan) | 4       |
| Netherlands                         | 42      |
| Norway                              | 32      |
| Polish Albums Chart                 | 26      |